# Mapania testui
Mapania testui är en halvgräsart som beskrevs av Henri Chermezon. Mapania testui ingår i släktet Mapania och familjen halvgräs.
Artens utbredningsområde är Gabon. Inga underarter finns listade i Catalogue of Life.